# Punktualizm (muzyka)
Punktualizm (z łac. punctum, kropka) – termin określający zarówno styl jak i technikę kompozytorską w muzyce współczesnej.

## Ogólna charakterystyka
Utwory określane mianem punktualistycznych często sprawiają wrażenie zbiorów punktów (pojedynczych dźwięków), różniących się wysokością, rejestrami, dynamiką, artykulacją, wartościami czasowymi itd. nieskoordynowanych żadną ogólniejszą zasadą formalną. W rzeczywistości wiele z nich skomponowano w bardzo ścisłej technice totalnego serializmu. W niektórych można odnaleźć tradycyjne motywy czy wyraźne frazy melodyczne, jednak są one tak dalece przetworzone (rozrzucone po wszystkich rejestrach, zmienione pod względem dynamiki czy barwy oraz gęsto poprzedzielane pauzami), że w odbiorze nie ma praktycznie możliwości uchwycenia większych całości. Ma to dawać słuchaczowi szczególny rodzaj przeżycia estetycznego – zamiast tradycyjnych ciągłych fraz melodycznych, harmonijnych i rytmicznych o wyrównanej barwie, dynamice i tempie (czyli konwencjonalnych sposobów formalnych stosowanych w muzyce), słuchacz odbiera rozproszone, „migotliwe” punkty dźwiękowe. Brak asocjacji pomiędzy dźwiękami powoduje bezskojarzeniowe odbieranie muzyki, dźwięki stają się odrębnymi punktami wrażeniowymi, a ich struktura pozostaje dla słuchacza nieuchwytna. 
Prekursorem punktualizmu był Anton Webern. Jego muzyka, oparta na niespotykanym wcześniej różnicowaniu szczegółów na niewielkich odcinkach czasowych i kierująca uwagę odbiorcy na pojedyncze dźwięki, wywarła wpływ na twórczość młodej generacji kompozytorów. Dlatego styl punktualistyczny nazywany jest często „postwebernizmem” lub „neowebernizmem”.

## Główni przedstawiciele
- Pierre Boulez (ur. 1925). Zanim zainteresował się punktualizmem, miał już za sobą interesujący dorobek twórczy. Jego muzykę cechuje sensualizm i efektowność plastycznego rysunku figur dźwiękowych. Jednym z najbardziej reprezentatywnych przykładów punktualizmu jest utwór Struktury na dwa fortepiany (1952), oparty na totalnej serializacji wszystkich parametrów. Struktury są świadectwem niesłychanej precyzji i dyscypliny technicznej.
- Karlheinz Stockhausen (ur. 1928). Pierwszy punktualistyczny utwór Stockhausena to Gra krzyżowa (Kreutzspiel) na fortepian, obój, basklarnet i perkusję (1951). Tytuł wskazuje na technikę krzyżowania w utworze różnych przebiegów serialnych: wysokościowych, rytmicznych i dynamicznych, ale głównym przedmiotem działania artystycznego są tu ewolucje barwno-przestrzenne. Kontra-Punkte na 10 instrumentów (1953) – idealny punktualizm występuje tu jedynie na początku utworu, by w dalszych częściach przejść tylko do jednej barwy instrumentalnej, wyrównanej dynamiki oraz uproszczonego pulsu rytmicznego. Miary czasu (Zeitmasse) – kwintet na instrumenty dęte drewniane (1956) eksploruje tematykę rytmu – Stockhausen stosuje rozmaite miary czasu. Inne punktualistyczne utwory: Klavierstücke (1952–1956) – 11 utworów fortepianowych, Gruppen fur drei Orchester (1957).
- Luigi Nono (ur. 1924). jego punktualizm ma ekspresyjny charakter: ma na celu wywołanie ostrych spięć pomiędzy pojedynczymi dźwiękami. Twórczość punktualistyczna: Incontri na 24 instrumenty (1955), Il canto sospeso na głosy solowe, chór i orkiestrę (1956), Cori di Didone na 32 głosy wokalne i perkusję (1958).

Pozostali kompozytorzy reprezentujący w latach 50. punktualizm to m.in.:
Karel Goeyvaerts, Henri Pousseur, Bruno Maderna, Bengt Hambraeus, Bo Nilsson.
W Polsce związani z punktualizmem byli: Kazimierz Serocki, Włodzimierz Kotoński, Witold Szalonek, Bolesław Szabelski.
Punktualizm jako styl nie trwał długo – czas jego świetności to lata pięćdziesiąte XX wieku, jednak jako technika służył kompozytorom jeszcze w latach sześćdziesiątych.